# Pieska (ö, lat 62,23, long 24,02)
Pieska är en ö i Finland. Den ligger i sjön Uurasjärvi och i kommunen Virdois i den ekonomiska regionen  Övre Birkalands ekonomiska region  och landskapet Birkaland, i den sydvästra delen av landet, 230 km norr om huvudstaden Helsingfors. Öns area är 1,7 hektar och dess största längd är 290 meter i nord-sydlig riktning.